# María Blanco
María Blanco (19 maggio 1987) è una schermitrice venezuelana naturalizzata colombiana, specializzata nella sciabola.

## Palmarès
In carriera ha conseguito i seguenti risultati:
- Giochi Panamericani:

Guadalajara 2011: bronzo nella sciabola a squadre.